# Пярссинен, Юусо
Ю́усо Пя́рссинен (фин. Juuso Pärssinen; род. 1 февраля 2001, Тавастгус) — финский хоккеист, центральный нападающий клуба НХЛ «Нью-Йорк Рейнджерс».

## Клубная карьера

### Юниорская карьера
Пярссинен родился 1 февраля 2001 года в Хямеэнлинне, когда его отец Тимо выступал за хоккейный клуб ХПК. Пярссинен начал заниматься хоккеем в шведском клубе «Тимро», однако фактически был воспитан хоккейным клубом из Турку.
Будучи юниором, он получил серьёзную травму, и в сезоне 2015/16 сыграл только один матч в отборочном турнире C-Youth Championship. Он вернулся на площадку только через 15 месяцев в январе 2017 года. В оставшемся сезоне он провёл 7 матчей регулярного сезона, в которых набрал 10 очков, а также 4 матча с семью очками в плей-офф. Он разделил лидерство по очкам в плей-офф в команде с Аарне Интоненым. По итогам сезона Юусо выиграл бронзу юношеского чемпионата Финляндии по хоккею до 16 лет.
В сезоне 2017/18 он был ассистентом капитана юниорского «ТПС» до 18 лет. В 28 матчах набрал 36 очков и отличился одним очком в плей-офф в пяти матчах. Также в сезоне 2017/18 выступал за юниорскую команду до 20 лет и набрал 8 очков в 16 матчах.
В сезоне 2018/19 Пярссинен провёл 36 матчей за «ТПС» до 20 лет и набрал 22 очка.

### Профессиональная карьера

#### Финляндия
Помимо этого Пярссинен дебютировал за основную команду, проведя 7 встреч и забив 1 гол. Первый гол в Лииге Юусо забил 26 января 2019 года в матче против «Эссята».
В сезоне 2019/20 был в возрасте 19 лет был назначен ассистентом капитана Лаури Корпикоски. Вдобавок провел 31 матч за «ТПС» и набрал 12 очков. Он также играл в составе финского клуба в Кубке Шпенглера, где набрал одно очко в четырёх матчах. Помимо этого, в сезоне 2019/20 частично играл в молодёжной команде клуба до 20 лет, будучи ассистентом капитана.
В сезоне 2020/21 он стал первым центром в команде, играя в основном с Лаури Паюниеми и Маркусом Нурми. В конце концов, Пярссинен совершил настоящий прорыв в своём развитии, забив 8 голов и отдав 34 передачи в 55 матчах регулярного сезона, а также отметившись  8 (1+7) результативными баллами в 13 матчах плей-офф. Он был лучшим ассистентом и вторым бомбардиром ТПС после Джоша Кестнера в регулярном сезоне. В плей-офф Пярссинен вновь стал лучшим ассистентом команды с семью передачами. По итогам сезона он выиграл серебро чемпионата Финляндии. В феврале 2021 года Пярссинен заключил с «ТПС» соглашение о продлении контракта на два года.
В сезоне 2021/22 вместе с командой дошёл до финала, где ТПС уступили «Таппаре» со счётом 1:4 в серии. Юусо же был одним из лидеров команды и стал третьим бомбардиром команды как в регулярном сезоне, так и в плей-офф.

#### Северная Америка
На Драфте НХЛ 2019 года был выбран в 7-м раунде под общим 210-м номером командой «Нэшвилл Предаторз». В конце июня 2021 года Пярссинен заключил трёхлетнее соглашение новичка с «Нэшвилл Предаторз».
Перед сезоном 2021/22 принял участие в тренировочном лагере «Предаторз», но позже вернулся в Финляндию. В конце сезона был отправлен в фарм-клуб «хищников» в АХЛ — «Милуоки Эдмиралс».
После вполне удачно проведённых предсезонных матче Юусо был отправлен обратно в «Милуоки», где провёл большую часть матчей в звене с хорошо знакомым ему по ТПС Маркусом Нурми, а также Егором Афанасьевым. После 10 мачтей, отметившись 9 (2+7) результативными баллами, Юусо был вызван в стан основной команды. 12 ноября провёл свой первый матч в НХЛ, будучи центрофорвадом в звене с Микаэлем Гранлундом и Филипом Форсбергом, в котором отметился заброшенной шайбой с первого же броска. В сезоне 2022/23 набрал 25 (6+19) очков за 45 матчей в «Предаторз».
В сезоне 2024/25 часто попадал в запас, а сами «Предаторз» в течение 2024 года избавлялись от молодёжи: были обменяны Томасино, Гласс, Аскаров, Фаббро. 28 декабря 2024 года финн был обменян в «Колорадо Эвеланш» на пик третьего раунда-2026 и нападающего Ондржея Павела.

## Международная карьера
Пярссинен участвовал в Кубке Глинки/Гретцки среди юношей до 18 лет в 2018 году и в чемпионате мира по хоккею среди юношей до 17 лет в 2017 году. 18 февраля 2018 года он забил хет-трик в тренировочном матче против Швеции.
Также Пярссинен принимал участие в чемпионате мира среди юниорских команд в 2019 году. В игре против Беларуси он был признан лучшим игроком матча. Всего Пярссинен сыграл 11 молодёжных и 40 юношеских национальных матчей.
Пярссинен играл на МЧМ-2021, выиграв бронзовую медаль. В конце первого матча на турнире против Швейцарии Пярссинен был признан лучшим игроком своей команды. Всего на турнире провёл 7 матчей, отметившись 4 (2+2) результативными баллами, став пятым бомбардиром сборной.

## Стиль игры
По словам Тони Раямяки, репортёра спортивного сайта faneille.com, Пярссинен - очень сильный двусторонний центр, который умеет владеть шайбой.

## Семья
Отец Юусо — Тимо был хоккеистом, выступал на позиции нападающего. Выступал в НХЛ за «Майти Дакс», проведя 17 матчей и набрав 3 очка. Также он выступал за финские «Пеликанс», ХПК, ХИФК, швейцарский «Цуг», шведское «Тимро», а в последнем сезоне был капитаном команды TUTO Hockey из второй финской хоккейной лиги. Брат Юусо — Йири также хоккеист и играет на позиции защитника в системе «Таппары». Младшие братья Юлиус и Ессе также хоккеисты.
Пярссинен изначально в детстве играл в футбол. Весной 2020 года Юусо окончил среднюю школу Керттул.